# Androctonus donairei
Espèce
Androctonus donairei est une espèce de scorpions de la famille des Buthidae.

## Distribution
Cette espèce est endémique du Maroc.

## Étymologie
Cette espèce est nommée en l'honneur de David Donaire Barroso.

## Publication originale
- Rossi, 2015 : « Tre nuove specie di importanza medica del genere Androctonus Ehrenberg, 1828 (Scorpiones: Buthidae). » Aracnida - Rivista Arachnologica Italiana, vol. 5, Supplemento, p. 2-20.